# Kalînivske, Bilokurakîne
Kalînivske (în ucraineană Калинівське) este un sat în comuna Neșceretove din raionul Bilokurakîne, regiunea Luhansk, Ucraina.

## Demografie
Componența lingvistică a localității Kalînivske
     Ucraineană (92,59%)
     Rusă (7,41%)
Conform recensământului din 2001, majoritatea populației localității Kalînivske era vorbitoare de ucraineană (92,59%), existând în minoritate și vorbitori de rusă (7,41%).